# Cattedrale di San Paolo (Dundee)
La cattedrale di San Paolo è il principale edificio di culto della Diocesi di Brechin della Chiesa episcopale scozzese.

## Storia
Nel 1847 il vescovo Alexander Penrose Forbes scelse di fare di Dundee la sua residenza permanente.

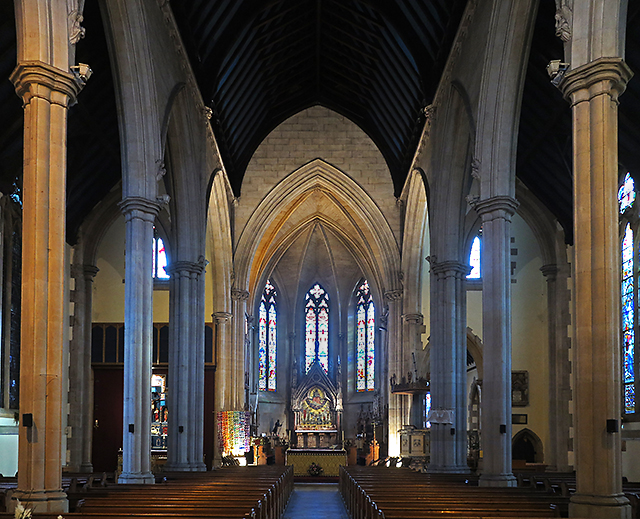
Interno

Al momento dell'arrivo del vescovo Forbes, la cappella di St. Paul si riuniva in stanze nella vicina Castle Street, che Forbes considerava squallide e "indegne del culto dell'Onnipotente". Quindi esortò il suo popolo ad assumersi il sacro compito di costruire, per la gloria di Dio, una chiesa maestosa, un luogo che avrebbe offerto rifugio ai molti poveri che vivevano nei quartieri popolari circostanti.
La prima pietra della cattedrale fu posata il 21 luglio 1853 e fu completata nel 1855. Fu progettata da George Gilbert Scott ed è nello stile del periodo medio o decorato dell'architettura gotica.
Il costo totale dell'edificio superò le £ 14.000 e passarono dieci anni prima che la congregazione potesse saldare tutti i debiti contratti. La chiesa fu dedicata il giorno di Ognissanti, il 1º novembre 1865.